# Lince
Lince (španjolski naziv za risa) je bio španjolski razvojni program za predloženi glavni borbeni tenk koji se odvijao krajem 1980-ih do početka 1990-ih godina. Glavna namjena projekta je bila zamjena M47 i M48 Patton tenkove koje je Španjolska vojska dobila od SAD-a temeljem akta o međusobnom potpomaganju obrani (eng. Mutual Defense Assistance Act) između 1954. i 1975. i dopuniti broj tenkova uz postojeće AMX-30E koji su proizvedeni za vojsku tijekom 1970-ih. Tvrtke iz nekoliko država, kao što su njemački Krauss-Maffei, španjolska Santa Bárbara i francuski GIAT su dale svoje ponude za natječaj. Glavni prioriteti su bili pokretljivost i vatrena moć, sa sekundarnim prioritetom na oklopnoj zaštiti. Lince je trebao biti lakši i brži od svojih mogućih suparnika. Dimenzije vozila su bile također ograničene španjolskom željezničkom i cestovnom infrastrukturom. Kako bi postigli zadovoljavajuću razinu vatrene moći i zaštite unutar zadanih dimenzija, Lince je trebao koristiti Rheinmetallov 120 mm L/44 tenkovski top i njemački kompozitni oklop s Leoparda 2A4.
Španjolska vlada je odlučila modernizirati postojeću flotu AMX-30E tenkova krajem 1980-ih. Fokusiranje na modernizaciju postojećih tenkova je odvratila pozornost od planova za novi tenk, od čijeg se razvoja potpuno odustalo 1990. nakon što je Španjolska dobila velik broj M60 Pattona koji su bili viškovi u američkoj vojsci. Novi Pattoni su zamijenili u službi islužene M47 i M48 i time upotpunili španjolsku potrebu za modernizacijom svojih tenkovskih snaga u vrlo kratkom vremenu. Niti jedan prototip Lincea nije proizveden i nije bilo najavljeno tko će dobiti ugovor. Nekoliko godine kasnije Španjolska vlada je nabavila i lokalno proizvela Leopard 2, upotpunivši tako dugoročni plan modernizacije koji je započeo s projektom Lince.

## Pozadina
Tijekom 1950-ih Španjolsku vojsku su SAD opskrbile s 552 M47 i M48 Patton tenkova kao dio međusobnog obrambenog pakta protiv potencijalne Sovjetske invazije na Zapadnu Europu. Prvi od ovih tenkova su dopremljeni 1954., a flota je modernizirana 1970-ih godina kako bi se izjednačile njene mogućnosti s onima od M60 Pattona. Španjolska je međutim bila zainteresirana za zamjenu tih tenkova tijekom 1960-ih s francuskim AMX-30 ili njemačkim Leopard 1. U međuvremenu je odlučila kupiti francuske tenkove i do 1975. Španjolska vojska je imala 299 tenkova AMX-30, označenih kao AMX-30E, od kojih je 280 bilo proizvedeno u domaćoj kompaniji Empresa Nacional Santa Bárbara (sada Santa Bárbara Sistemas) koja je dobila licencu za njihovu proizvodnju od francuske tvrtke GIAT. Kako je prva serija proizvodnje AMX-30 bila završena, Francuska vojska i Santa Bárbara su započeli razvojni program za moguću modernizaciju kako bi se ispravili nedostaci kao što su mehanička pouzdanost, oklopna zaštita i sustav upravljanja paljbom (SUP). Za to vrijeme, vojska je htjela zamijeniti svoje M47 i M47 Pattone koji su bili zastarjeli; njihovi najstariji M47 su bili u službi već 30 godina. Vojska je željela moderan tenk koji bi upotpunio sadašnje AMX-30E i zamijenio stare Pattone.

## Natječaj
Godine 1984. Španjolsko ministarstvo obrane je objavilo svoju namjeru da osigura 120 milijardi pesosa (1,1 milijardi američkih dolara) za program razvoja tenka i privukla je interese iz pet stranih kompanija. Njemačka kompanija Krauss-Maffei i španjolska kompanija Santa Bárbara predstavile su zajedničku ponudu sredinom 1984. kojom bi dizajnirale tenk baziran na tehnologiji iz 1970-ih. Francuska vlada je predložila suradnju sa Španjolcima u projektiranju tenka s kompletno novom tehnologijom; Francuska će kasnije nastaviti svoj vlastiti program koji će rezultirati tenkom Leclerc. Međutim, Francuzi su priznali da će postaviti određene zabrane španjolskoj kompaniji prilikom izvoza tenka. Talijanska vlada je imala sličan prijedlog kao i Francuska. Američka kompanija General Dynamics i britanska Vickers su ponudile M1 Abrams i Valiant tenkove. Španjolska vlada je odbila njihove ponude zbog male vjerojatnosti domaće proizvodnje i kasnijeg izvoza tenka. Do kraja 1985., razmatrali su se prijedlozi njemačko-španjolske suradnje i ponude Francuske i Talijanske vlade.
Krauss-Maffeiova ponuda je bila s najčišćom tehničkom izvedbom. Tenk bi imao 49 tona i bio naoružan s 120 mm topom. Mogao bi gađati u kretanju i ciljati mete s učinkovitosti u danjim i noćnim operacijama. Opremljen s 1200 KS snažnim motorom, Lince bi mogao postići maksimalnu brzinu od oko 70 km/h. Iako više-manje baziran na Leopardu 2A4, Lince bi bio manji i lakši, žrtvujući oklopnu zaštitu za okretljivost. Posebno, Lince je imao prioritet na velikoj mobilnosti preko neravnog španjolskog tla i dimenzijama prilagođen lakom transportu željezničkim ili cestovnim sustavom u Španjolskoj. Iako se smanjenje oklopa sukobljavalo s problemima koje je Španjolska imala s pretankim oklopom na AMX-30E, Lince bi koristio višeslojni oklop, sličan onome na njemačkom Leopardu 2A4, pružajući bolju zaštitu od standardnog oklopa identične težine. Zaštita je povećana i niskim profilom kupole, ponovo slično kao i kod Leoparda 2.
Početkom 1986., Ministarstvo obrane je obavilo da će odabrati kome će dati ugovor unutar nekoliko mjeseci. Mediji su špekulirali i nagađali da će ugovor najvjerojatnije dobiti Krauss-Maffei, iako su i Francuzi logičan izbor zbog prijašnjih suradnji i tadašnjeg ugovora o naoružanju sa Španjolskom. Osim ugovora o proizvodnji izvorno francuskog AMX-30, Španjolska vlada je 1979. također imala ugovor za lovce Mirage F1 i višenamjenske helikoptere Puma. Početkom 1987. Francuska je ponovno ponudila Španjolskoj suradnju u razvoju i proizvodnji Leclerca. Ovog puta je uključen i dio o zajedničkom izvozu tenka. Unatoč daljem trajanju ponude za suradnju s Italijom, Španjolska je investicija u njemačko-španjolski program narasla na 200 milijardi pesosa (1,8 milijardi američkih dolara). Međutim, Španjolska vlada nije proglasila pobjednika natječaja. Ta neodlučnost je natjerala kompaniju Krauss-Maffei da zamrzne svoju ponudu za Lince. Ista kompanija je izjavila da je izgubila milijune dolara zbog kvara na dijelu tvornice Santa Bárbara Sistemas, koja je trebala proizvoditi Lincea.

## Otkazivanje programa
Španjolsko ministarstvo obrane se odlučilo na modernizaciju svojih AMX-a 1987. godine i potrošilo 16 milijardi pesosa (155 milijuna dolara) na taj program. Od srpnja 1987., armija je modernizirala cijelu flotu AMX-30E tenkova na EM1 i EM2 standarde. Ovaj projekt modernizacije je bio pretnja programu Lince. Otprilike u isto vrijeme, Španjolska vlada je pokazala interes za preuzimanje američkih M60 Pattona koji su bili povučeni iz Srednje Europe, u skladu s ugovorom o konvencionalnim oružanim snagama u Europi. U listopadu i studenom, Španjolska vlada je započela s pregovorima za 400 do 500 M60A1 i M60A3 tenkova, i planirala nadogradnju M60A1 na M60A3 standard. U prosincu, SAD su odobrile prelazak 532 tenka koji će zamijeniti španjolske M47 i M48 tenkove. Nakon primanja 50 od 271 A1, Španjolska je otkazala nabavu ovih tenkova i zatražila samo 260 M60A3. Zbog modernizacije postojećih AMX-30 i odluke da se stari Pattoni zamijene s modernijim M60A3 i Krauss-Maffeiovo kritiziranje na vođenje programa razvoja, Lince je otkazan 1989. godine. Problemi u poslovanju u Santa Bárbara Sistemas je također odigralo bitnu ulogu, uključujući negativnu bilancu i smanjenje broja zaposlenika u tvornici. No, za razliku od planiranog Lincea, M60-tice su samo zadovoljile Španjolske trenutne potrebe za modernijim tenkovima. Njihova nabava nije bila dugoročno rješenje za španjolske M47 i M48 koji su već tada bili nadograđeni na standard koji može parirati M60.
Za rezultat, Španjolska je ispregovarala s Njemačkom kupnju i lokalnu proizvodnju velikog broja Leopard 2A5; između dvije države je potpisan "Memorandum o razumijevanju" 1995. godine i Njemačka je iznajmila 108 Leoparda 2A4 Španjolskoj vojsci za period od pet godina, počevši od 1998. Španjolsko ministarstvo obrane je 2005. objavilo namjeru za kupnju tenkova, umjesto unajmljivanja. Odredbe o lokalnoj proizvodnji u "Memorandumu" su omogućile Santa Bárbara Sistemas da započne proizvodnju Leoparda 2E 2003. i prvi vod tenkova je predan vojsci u prosincu iste godine. U usporedbi s manjim Linceom, Leopard 2A4 je težio 55 tona i pokretao ga je 1500 KS snažan Dieselov motor. Veća težina Leoparda 2A4 zbog debljeg oklopa je osigurala veću oklopnu zaštitu, umanjujući gubitak pokretljivosti u odnosu na Lincea.

## Usporedba s konkurencijom
|                | Lince                     | Leopard 2A4               | Leclerc                    | M1A1 Abrams               | M60A3 Patton             |
| -------------- | ------------------------- | ------------------------- | -------------------------- | ------------------------- | ------------------------ |
| Težina         | 49 tona                   | 55 tona                   | 55,6 tona                  | 57,1 tona                 | 55,6 tona                |
| Top            | 120 mm L/44 glatkocijevni | 120 mm L/44 glatkocijevni | 120m mm L/52 glatkocijevni | 120 mm L/44 glatkocijevni | 105 mm M68 tenkovski top |
| Streljivo      | 40 komada                 | 42 komada                 | 40 komada                  | 40 komada                 | 63 komada                |
| Autonomija     | 550 km                    | 500 km                    | 550 km                     | 450 km                    | 480 km                   |
| Snaga motora   | 1200 KS                   | 1500 KS                   | 1500 KS                    | 1500 KS                   | 750 KS                   |
| Najveća brzina | 70 km/h                   | 68 km/h                   | 71 km/h                    | 64 km/h                   | 48,28km/h                |

### Unutarnje poveznice
- Leopard 2
- Leopard 2E